# Mount Inverleith
Mount Inverleith är ett berg i Antarktis. Det ligger i Västantarktis. Argentina, Chile och Storbritannien gör anspråk på området. Toppen på Mount Inverleith är 2 045 meter över havet.
Terrängen runt Mount Inverleith är huvudsakligen bergig, men åt sydost är den kuperad. Mount Inverleith är den högsta punkten i trakten. Trakten är glest befolkad. Närmaste befolkade plats är Gonzalez Videla Station, 14,4 kilometer norr om Mount Inverleith.